# 散穗早熟禾
散穗早熟禾（学名：Poa subfastigiata）为禾本科早熟禾属下的一个种。